# Альгрен, Стиг
Стиг Альгрен (швед. Stig Ahlgren; урожд. Стив Юхан Аксель Блуммерт (швед. Stig Johan Axel Blommert), 23 января 1910, Карлскруна — 19 мая 1996, Стокгольм) — шведский писатель, журналист, публицист и литературный критик.

## Биография
Стиг Альгрен родился 23 января 1910 года в семье университетского ректора Юхана Блуммерта и Сигне Блуммерт, урожденной Альгрен. Родители мальчика умерли от тифа, когда тому был всего год, и он рос в семье своего дяди, юриста Эрнста Альгрена, и его жены, Энни Вестман. После усыновления получил фамилию Блуммерт-Альгрен.
Окончив в 1928 году Латинскую школу города Мальмё, поступил в Лундский университет, а в 1953 году получил степень в области истории литературы. Вскоре он начал карьеру марксистского литературного критика. В своих книгах Orfeus i folkhemmet (1938) и Veckopressen och folket (1940) он отражает свой критический взгляд на художественную литературу и прессу того времени. С 1937 года пишет статьи для мальмской газеты Arbetet, с 1942 по 1946 работает культурным редактором в стокгольмском издании Aftontidningen.
В 1944 году женится на актрисе Биргит Тенгрут. Брак оказался не долгим, и уже в 1950 году пара разводится. Однако, после второго брака (с политиком Енсом Отто Крагом), Биргит Тенгрут вновь возвращается к Альгрену, с которым проводит всю оставшуюся жизнь.
В 1946 года, пересмотрев свои политические взгляды, Альгрен начинает писать для прессы, ориентированной на левые течения, и становится главным редактором еженедельника Vecko-Journalen. Там он, за счет метких изящно составленных высказываний в своих рецензиях, получил прозвища «король остроумия» («kvickhetens konung») и «злейший шведский автор» («Sveriges elakaste skribent»). Он назвал автора Стена Селандера «Скучным, как население Альвесты» (шв. «tråkig som en påstigande i Alvesta»), что со временем стало крылатым выражением, а также прославился своей жесткой критикой актрисы Ингрид Бергман.
В 1960-х годах его писательская карьера постепенно стала сходить на нет. Отчасти это было связано с переездом в Осмо вдвоем со своей на тот момент уже бывшей больной женой, о которой заботился вплоть до ее смерти в 1983 году. Последней большой работой Альгрена была биография его близкого друга, актера Карла Герхарда. С 1970-х годов он пишет для Svenska Dagbladet.
В течение своей карьеры работал также в качестве сценариста, написал сценарии для трех шведских фильмов.
Стиг Альгрен умер 19 мая 1996 года в возрасте 86 лет. Его могила находится на кладбище на острове Юргорден в Стокгольме, рядом с могилой Биргит Тенгрут.

## Фильмография
- 1942 — Morgondagens melodi
- 1960 — Av hjärtans lust
- 1962 — Biljett till paradiset